# Дыбовик
Дыбовик (Дубовик, болг. Дъбовик) — село в Болгарии. Находится в Добричской области, входит в общину Генерал-Тошево. Население составляет 175 человек.

## Население
100% населения — православные христиане. Из них 99 % — болгары, 1 % — копанары. Также в селе проживают русские семьи.

## Политическая ситуация
Административно Дыбовик подчиняется непосредственно общине Генерал-Тошево. Внутреннее руководство осуществляется кметством. Для этого по закону предусмотрена должность кмета (мэра), который выбирается на демократической основе тайным голосованием на 4 года. В ноябре 2007 года кметом Дыбовика была избрана Стоянка Парвева.
Кмет (мэр) общины Генерал-Тошево — Димитр Михайлов Петров (коалиция в составе двух партий: Политическое движение социал-демократов (ПДСД), Болгарская социалистическая партия (БСП)) по результатам выборов.

## Известные уроженцы и жители
- Дора Габе (1886—1983) — болгарская поэтесса, прозаик, эссеист, переводчица, критик, театровед. Председатель болгарского ПЕН-клуба. Организатор массовых литературных изданий для детей.